# Podebusk
Podebusk (også von eller van Putbus, Putbusk, Puttebusch) er slægtsnavnet for en rygisk fyrsteslægt, som nedstammede fra fyrst Stoislav 1. af Rygen, der levede i slutningen af 1100-tallet. 

## Våbenskjold
Slægten førte et tværdelt våbenskjold med et gult 1. felt med en halv kronet sort ørn og et 2. felt med skaktavl af sort og gult. 

## Historie
Stamfaderen Boranto fik slottet Podebusk eller Putbus, beliggende 2 km fra Rygens sydkyst. Slægtens første mand i Danmark (1353) var sønnen, drosten Henning Podebusk, som tjente Valdemar 4. Atterdag og Margrete 1. Slægten er knyttet til en række danske herregårde, bl.a. Kørup, Bidstrup, Gjessinggård og Nørre Vosborg.
Mauritz eller Mourids Henriksen Podebusk blev i 1672 friherre (baron), og der blev i Odense Amt 1676 oprettet et baroni under navnet Baroniet Einsiedelsborg.
Malte 1., søn af den første danske baron, arvede i 1704 slottet Putbus, og han blev i 1727 tysk rigsgreve. Slægten forlod Danmark i 1700-tallet (Kørup ejedes indtil 1781) og medbragte også kisterne med deres forfædre, der var begravet i Kørup. 
Hans søn Morits Ulrik Podebusk (1699-1769) blev optaget blandt Sveriges grevelige slægter i 1731. Efter 1720 var embedet som landmarskal i det svenske Pommern arveligt inden for slægten. En sønnesøn til Morits Ulrik, greve Vilhelm Malte Podebusk (1783-1854), blev i 1807 af Gustav 4. Adolf ophøjet til svensk fyrste. Preussens konge bekræftede i 1817 fyrstetitlen. Slægten uddøde med Wilhelm Malte I. i 1854 på sværdsiden. Slottet og titlerne arvedes i 1854 af Wilhelm Malte II. (1833-1907).